# Distretto di Ban Kruat
Il distretto di Ban Kruat (in thailandese: บ้านกรวด) è un distretto (amphoe) della Thailandia, situato nella provincia di Buriram.